# Dimos Voio
Dimos Voio (Voio) är en kommun i Grekland.   Den ligger i prefekturen Nomós Kozánis och regionen Västra Makedonien, i den norra delen av landet, 300 km nordväst om huvudstaden Aten. Antalet invånare är 20 430. Arean är 1 021 kvadratkilometer.
Terrängen i Dimos Voio är huvudsakligen kuperad, men åt nordost är den bergig.